# 绪方芳子

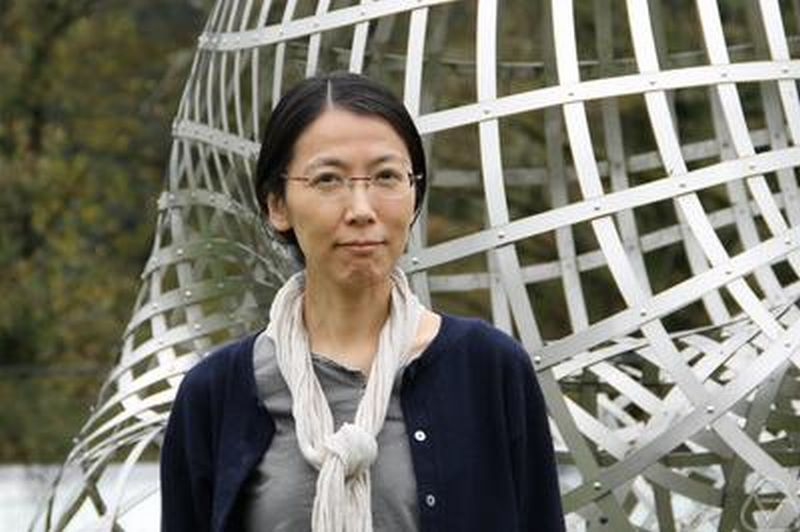
2019年在上沃尔法赫数学研究所

绪方芳子（1976年—）是一位日本数学家，数理物理学者。京都大学数理解析研究所教授。

## 生平
1976年出生于日本大阪府。获得东京大学理学部物理学科博士学位。。之后担任东京大学大学院数理科学研究科研究員，先后在加州大学戴维斯分校和艾克斯-马赛大学理论物理学中心担任博士后，2006年进入九州大学担任数理学研究院担任助教，2009年进入东京大学大学院数理科学研究科担任副教授，2019年担任上沃尔法赫数学研究所担任客座教授。2023年进入京都大学数理解析研究所担任教授。

## 荣誉
2022年获得日本数学会秋季奖。
2024年获得猿橋獎。